# B som i bluff
B som i Bluff, originaltitel "Vérités et mensonges", är den sista färdiga, stora filmen av  Orson Welles, som både regisserade, skrev och spelade i filmen. Den fokuserar främst på den professionella konstförfalskaren Elmyr de Hory. Löst är filmen en dokumentärfilm, men den fungerar också inom andra genrer och har även beskrivits som en filmisk essä. Den bryter mot den traditionella dokumentärfilmen och var också betydande inom filmredigeringen.

## Handling
En serie intervjuer med bl.a. konstförfalskaren Elmyr de Horo på Ibiza, författaren Clifford Irving (som skrivit om Howard Hughes och om de Hory) och Picassomodellen Oja Kodar. I filmen diskuteras vad som är falskt och äkta inom konsten.